# 탄종파가르역

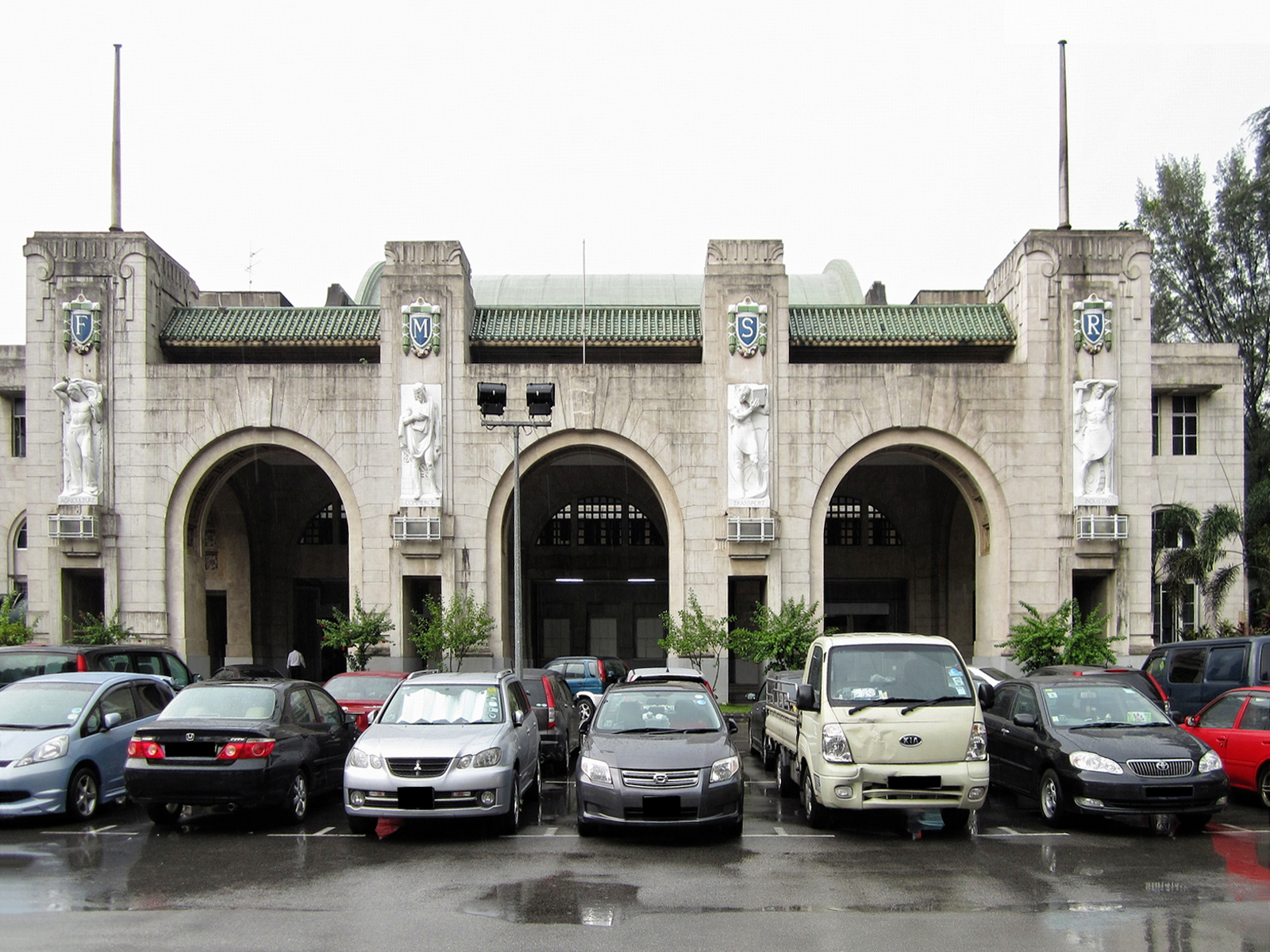
탄종파가르역

탄종파가르역은 싱가포르의 탄종파가르에 있던 KTM 철도(말레이 철도)의 역 이름이다. 2011년 6월 30일까지 운행되고 7월 1일부터 정지되었다.

## 같이 보기
- 말레이 철도